# 망누스 밀랑
망누스 밀랑(덴마크어: Magnus Millang, 1981년 7월 20일 ~ )은 덴마크의 배우, 각본가, 감독, 희극인이다.

## 출연 작품

### 영화
- 어나더 라운드 (2020년) - 니콜라이 역